# Accelerando
Accelerando (2005, de Charles Stross) este o colecție de trei povestiri științifico-fantastice interconectate adunate într-un roman. Romanul Accelerando a fost nominalizat la Premiul Hugo pentru cel mai bun roman și Premiul Arthur C. Clarke și a câștigat Premiul Locus pentru cel mai bun roman științifico-fantastic în 2006. A fost publicat de editurile Orbit (Regatul Unit) și Ace (Statele Unite) la  5 iulie 2005. Este disponibil și online sub licență CC BY-NC-ND.

## Titlu
În limba italiană, accelerando înseamnă "accelerație" și este folosit ca un indicator de ritm în notația muzicală. Ar putea, de asemenea, să se refere la accelerarea pe care omenirea în general, societatea, precum și personajele romanului o suferă după singularitatea tehnologică. Termenul a fost folosit anterior și în același mod de către Kim Stanley Robinson în Trilogia Marte.

## Prezentare
O colecție de povestiri scurte, asamblate ca un roman, care prezintă viața unui bărbat și a fiicei sale atât înainte cât și după singularitatea tehnologică.

## Povestiri
- Slow Takeoff
- Point of Inflection
- Singularity

## Legături externe
- Site-ul oficial
- en  Istoria publicării lucrării Accelerando la Internet Speculative Fiction Database
- Accelerando Technical Companion (on wikibooks)
- SciFi.com interview.
- Audio review and discussion of Accelerando at The Science Fiction Book Review Podcast
- Accelerando at Worlds Without End

## Vezi și
- 2005 în literatură
- Realitatea simulată în ficțiune
- Paradoxul lui Fermi în ficțiune